# Ofensiva del campo de Alepo septentrional (marzo-junio 2016)
La Ofensiva del campo de Alepo septentrional (marzo-junio 2016) fueron una serie de acciones de guerra lanzadas por fuerzas insurgentes sirias contra el Estado islámico y viceversa en el campo norte de Alepo, cerca a la frontera de Turquía, la ciudad de Azaz y la ciudad de Mare'. La ofensiva estuvo apoyada por ataques aéreos contra Estado Islámico conducidos por la coalición de Estados Unidos CJTF-OIR y artillería de las Fuerzas armadas turcas.

## La ofensiva

### Avances rebeldes iniciales
Entre el 10 y el 14 de marzo, los insurgentes tomaron tres pueblos, incluyendo Dudyan. El 17 de marzo, Daesh recapturó Dudyan, pero lo perdió otra vez al día siguiente.
El 19 de marzo de 2016, los rebeldes tomaron Toqli y Mregel. Al día siguiente, Ahrar Ash-Sham y la brigada Sultán Murad intercambiaron fuego de artillería con Daesh. Al final de la batalla, Daesh recapturó los pueblos de Toqli y Mregel después de causar graves pérdidas entre los insurgentes. También se enfrentaron en los pueblos de Qara Kopri y Ghazl, causando graves bajas. El 30 de marzo, los rebeldes tomaron Toqli y Mregel. Al mismo tiempo, la artillería turca bombardeo las posiciones de Estado Islámico en el pueblo de Jakkah.

### Avance rebelde y captura al-Rai
El 1 de abril, ISIL lanzó una ofensiva hacia Mregel. El ataque fue repelido por el Sham Legión y los Halcones de Montar Zawiya. El se rebela que procedido para capturar dos pueblos. Dos días más tarde, las brigadas al-Moutasem, Sultán Murad, y el Sham lanzaron una ofensiva hacia al-Rai al este, capturando ocho pueblos y logró dentro cuatro kilómetros de al-Rai por 4 abril. Algunos de los pueblos capturados eran: Tal Sha'er, Raqbya, Qantra y Shaabanya. Para el 5 de abril, los rebeldes habían capturado al menos 16 pueblos en el área.
El 7 de abril, con soporte aéreos de A-10 Thunderbolt IIs, los rebeldes capturaron la mayoría de al-Rai y el cruce de frontera cercano. El 8 abril, los rebeldes tomaron completamente al-Rai.

### Primer contraataque de Estado Islámico y la recaptura de al-Rai
Dos días más tarde, en la mañana del 10 de abril, Daesh lanzó un contraataque, el cual incluyó un asalto de tres frentes contra la ciudad de Mare', recapturando ocho pueblos. Los rebeldes recapturaron cuatro de los pueblos varias horas más tarde. Durante el día, la Coalición internacional condujo al menos 22 bombardeos contra posiciones de Daesh. El 11 de abril, Estado Islámico continuó con su contraataque y retomó al-Rai y cuatro otros pueblos. En todo, ISIL hubo recaptured en el anterior dos días, junto a al-Rai, 17 otros pueblos. El contraataque de Daesh incluyó 11 coches bomba. Al final del día, los rebeldes retomaron el control de ocho pueblos. Para el 12 de abril, Daesh mantenía el control de 13 poblados, incluyendo al-Rai.
Por 13 abril, los rebeldes retomaron tres pueblos una vez más. Aun así, el 14 de abril, Daesh tomó 10 nuevos pueblos, prácticamente cortando a las fuerzas rebeldes en dos, sitiando a Dudyan. Daesh también capturó Hiwar Kallis, a un kilómetro de la frontera turca. Durante el avance de Estado Islámico, centenares de rebeldes retrocedieron a través de la frontera a Turquía. Para el día siguiente, lograron recapturaron cinco pueblos, incluyendo Hiwar Kallis, reconectando las áreas rebeldes.
Entre el 15 y el 16 de abril, el frente permaneció estancado. El 17 de abril, recapturó Tall Battal, al oeste de al-Rai.
Cuatro días después Estado Islámico recuperó la mayoría de los pueblos que había perdido, los rebeldes entonces lanzaron un nuevo ataque tomando dos poblados. Aun así, Daesh los recuperó el día siguiente.

### Segundo contraataque de Estado Islámico
Entre el 26 y el 27 de abril, Daesh lanzó un nuevo contraataque, tomando entre cinco a seis pueblos, incluyendo Dudyan. Los rebeldes retrocedieron a Azaz y Hiwar Kallis. Horas más tarde, los rebeldes recapturaron Dudyan. Entre el 28 y 30 abril, los rebeldes recapturaron tres pueblos.
Entre el 1 y el 3 mayo, Daesh volvió a recuperar Dudiyan, así como otros siete pueblos, a pesar de que perdieron Dudiyan y otros dos varias horas más tarde. Dudiyan cambió manos tres veces más entre el 5 y 7 mayo, finalmente regresando al control de Estado Islámico.
Entre el 7 y el 13 mayo, la lucha se centró en cuatro pueblos. Entre el 15 y 17 mayo, tres pueblos volvieron a estar bajo control rebelde, impidiendo un potencial ataque de Daesh en Azaz. Aun así, Daesh tomó cinco pueblos el 19 de mayo, incluyendo aquellos perdidos el día anterior.

### Asedio de Mare' y ataque a Azaz
El 26 de mayo, Estado Islámico lanzó una nueva ofensiva, que provocó el colapso de las defensa rebeldes, empujando el frente a 5 kilómetros de Azaz y reduciendo el territorio rebelde a menos de 20 pueblos. Al anochecer, Daesh hizo más avances y cortó la línea de abastecimiento rebelde a Mare'. Entre 30–33 rebeldes y 11 militantes de Daesh fueron asesinados, y otro 10 rebeldes fueron capturados. El ataque sorpresa forzó la evacuación total. El 27 de mayo, Daesh continuó tomando más territorio y logrando las afueras orientales de Azaz. Aun así, un contraataque rebelde respaldado por ataques aéreos de EE. UU., recapturó cuatro pueblos. En el anochecer, Daesh empezó el asalto a Mare.
El 28 de mayo, las SDF aseguraron Shaykh Issa, cerca a Mare. Entretanto, cinco ataques de Daesh contra Mare' fueron repelidos. La ofensiva inició con dos coches bomba contra posiciones rebeldes entrando a la ciudad por el frente este. Durante los milicianos de Estado Islámico rodearon el hospital de la ciudad durante 10 horas sin éxito. Un bombardeo de EE. UU. golpeó accidentalmente una posición rebelde asesinando a siete.
El 29 de mayo, los rebeldes recapturaron territorio cercano a Azaz. Por este punto, 61 rebeldes, 47 militantes de Daesh y 29 civiles habían muerto desde el inicio de la ofensiva. Entretanto, las SDF cerraron los pasos a Azaz y Mare' a los civiles, por el ataque rebelde a sus posiciones en Alepo. 6,000 civiles huyeron a Afrin. Al mismo tiempo, el Tribunal de la Sharia en Azaz emitió un orden que los civiles no podrían entrar en la ciudad por el peligro de infiltrados entre los refugiados. Las SDF reabrieron el paso después de un día.
Para el 30 de mayo, los rebeldes habían capturado cinco poblados situados entre Azaz y Mare'. El 31 de mayo, los rebeldes, apoyados por artillería turca, lanzaron un ataque para levantar el asedio de Mare'. Aun así, la ofensiva rebelde fue repelida. Entretanto, las fuerzas de Estado Islámico se reagrupaban para lanzar un nuevo asalto a Azaz.
En la mañana del 2 de junio, la Coalición dirigida por EE. UU. lanzaron suministros en paracaídas a los rebeldes sitiados en Mare. El día siguiente, un nuevo ataque de Daesh en Mare' fue repelido con soporte de aéreo de EE. UU. y fuego de artillería turca. 30 militantes y 17 rebeldes murieron.
El 8 de junio, el asedio de Mare' fue roto después de que los rebeldes recapturaron varios pueblos en la carretera entre Azaz y Mare'. Durante el día, Estado Islámico retrocedió de nueve poblados.

## Consecuencias
En las semanas posteriores, la lucha se estancó en el área, los rebeldes tomaron siete pueblos, incluyendo al-Rai, aunque este fue recapturado por Daesh.